# Mediaset 4
Mediaset 4 — четвёртый мультиплекс наземного цифрового телерадиовещания Италии, созданный акционерным обществом Elettronica Industriale из медиагруппы Mediaset. Вещает на 52-й метровой частоте V поддиапазона UHF на Сардинии и на 49-й метровой частоте V поддиапазона UHF по всей Италии. В его диапазоне работают 1568 передатчиков.

## Телеканалы

### Основные
| Номер канала | Название | Примечания |
| ------------ | -------- | ---------- |
| 4            | Rete 4   | FTA        |
| 5            | Canale 5 | FTA        |
| 6            | Italia 1 | FTA        |
| 22 522       | Iris     | FTA        |
| 30 530       | La5      | FTA        |
| 51 551       | TGcom24  | FTA        |

### СлужбыVideo on Demand
| Номер канала | Служба             | Примечания |
| ------------ | ------------------ | ---------- |
| 805          | Mediaset On Demand | OTTV       |
| 899          | Infinity           | OTTV       |